# 여이징
여이징(呂爾徵, 1588년∼1656년)은 조선의 문신이다.

## 생애
호는 동강이며 본관은 함양이다. 인조 때 문과에 급제하여 대사헌·대제학을 거쳐 공조참판에 이르렀다. 성리학에 매우 밝았으며 시에 능하여 많은 묘비명을 찬하였다. 천문·역산·서화에도 능하였다.

## 가족 관계
- 할아버지 : 여순원(呂順元)
  - 아버지 : 여유길(呂裕吉)
  - 어머니 : 신준경(愼俊慶)의 딸
  - 부인 : 한준겸(韓浚謙)의 딸
    - 양자 : 여성제(呂聖齊) - 생부 :여이량
      - 손자 : 여필승(呂必升)
      - 손녀 : 오수량(吳遂良)의 처